# روبرت يونغ (عازف قيثارة)
روبرت يونغ (بالإنجليزية: Robert Young)‏ هو عازف قيثارة بريطاني، ولد في 19 نوفمبر 1964 في غلاسكو في المملكة المتحدة، وتوفي في 9 سبتمبر 2014 في هوف في المملكة المتحدة.

## وصلات خارجية
- الموقع الرسمي